# Karlínská synagoga
Karlínská synagoga je bývalá židovská modlitebna v Praze 8-Karlíně. Byla postavena v novorománském slohu v roce 1861. Stojí ve Vítkově ulici.

## Historie
Karlínská synagoga pro místní zámožnou židovskou komunitu, neboť Karlín, německy Karolinenthal, byl do konce roku 1921 samostatným městem s převážně industriálním a komerčním zaměřením, a mnoho bohatých továrníků a obchodníků zde byli právě Židé. Svatostánek zřejmě prošel několika stavebními úpravami. Poslední z nich proběhla v letech 1928–1930, kdy byl interiér přestavěn ve funkcionalistickém stylu.
Bohoslužby se zde konaly do začátku druhé světové války. Zdejším rabínem až do roku 1939 dr. Isidor Hirsch, který byl v důsledku nacistické okupace nuceně penzionován a zemřel o rok později.
Po válce byla modlitebna navrácena pražské židovské obci, ale v roce 1950 ji obec odprodala Československé církvi husitské, která budovu stavebně adaptovala pro své bohoslužebné účely a využívá ji dodnes. Zadní trakt, kde býval rabinát, zimní modlitebna a sídlo rabína kouřimského kraje, dnes slouží jako farní úřad CČSH.
ČCH v roce 1953 provedla rozsáhlou přestavbu, kdy byl z Vítkovy ulice upraven nový vstup, došlo i ke zbourání ženské galerie a v hlavním sále přibyl kůr a varhany. Na stěně v hlavním sále malíř, grafik a stavitel Cyril Chramosta umístil malbu „Jan Žižka s Janem Rokycanou sjednávají mír na Špitálském poli“. 
Významnou osobností, která jako malé děvčátko za první republiky docházela se svým otcem na Vysoké svátky do synagogy, byla česko-německá židovská spisovatelka a karlínská rodačka Lenka Reinerová.

## Zajímavost
Synagoga byla stavěna souběžně s karlínským kostelem sv. Cyrila a Metoděje, jenž je rovněž postaven v novorománském slohu.

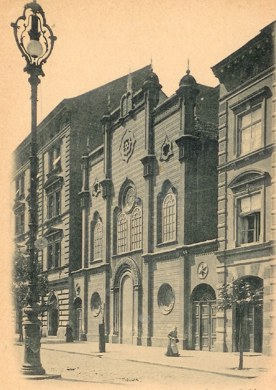
Dobová pohlednice z konce 19. století
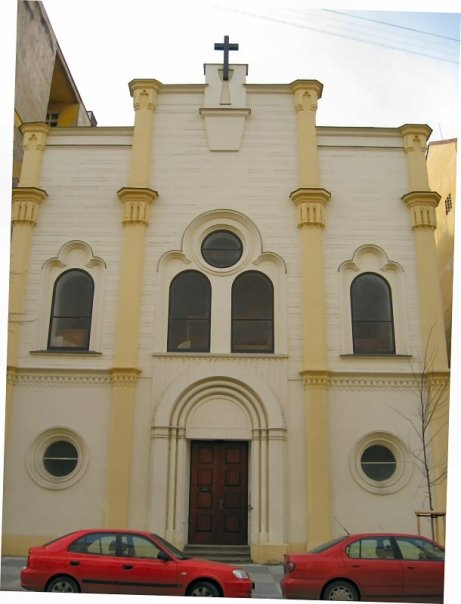
Vstupní portál
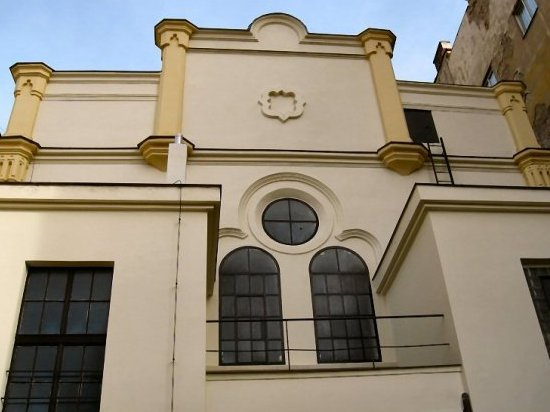
Zadní trakt synagogy
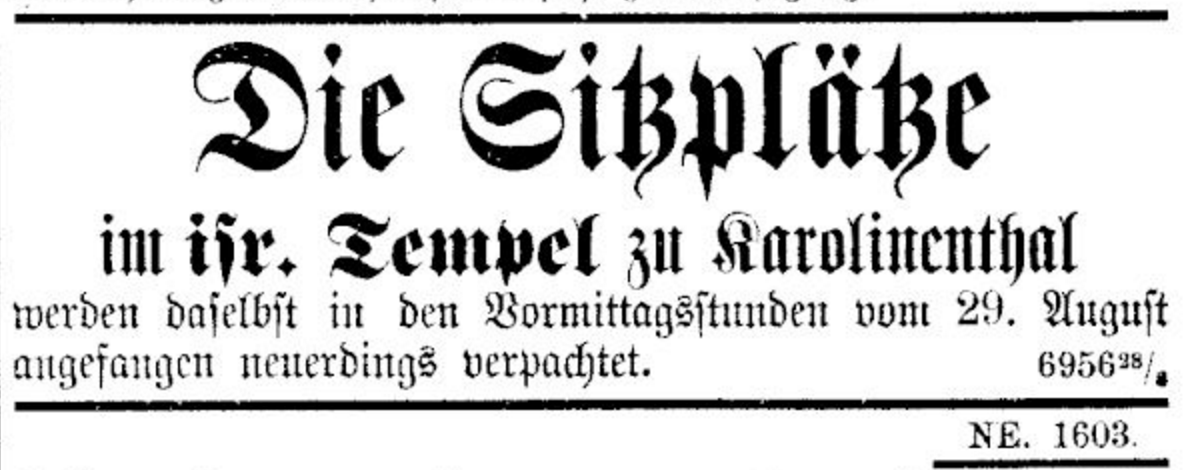
Reklama z pražského deníku Prager Tagblatt ku zakoupení sedadla v karlínské synagoze na židovský náboženský rok 5641ze srpna 1880.
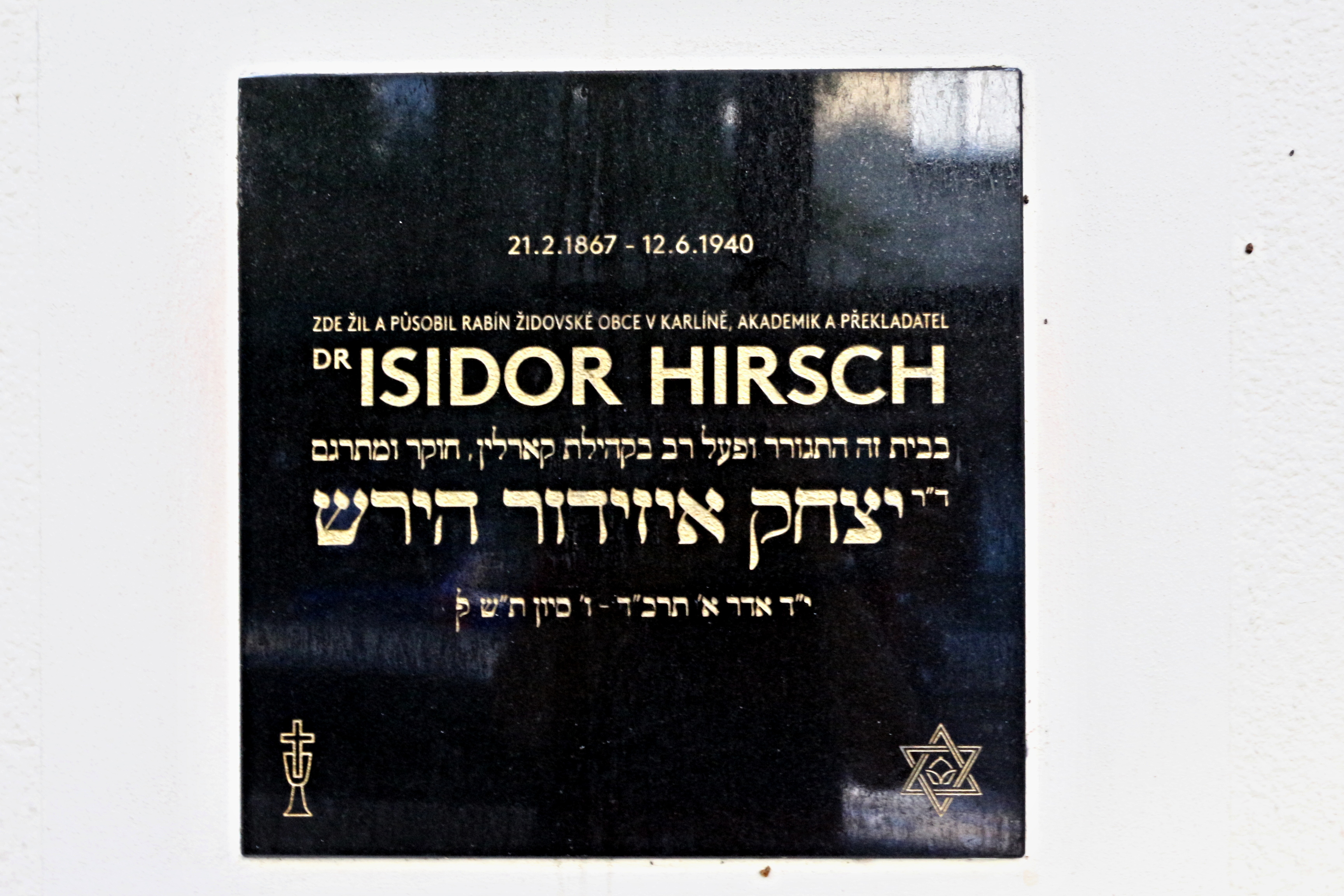
Pamětní deska dr. Isidora Hirsche